# Московский центр исследования сознания
Московский центр исследования сознания (МЦИС) — научно-исследовательское подразделение при философском факультете МГУ имени М. В. Ломоносова, основным направлением исследований которого являются проблемы сознание-тело, свободы воли и моральной ответственности, искусственного интеллекта и тождества личности.

## Создание
Центр основан в 2009 году при философском факультете МГУ по инициативе профессора Вадима Васильева и Дмитрия Волкова. Центр проводит исследования в области философии сознания, проблем тождества личности, свободы воли и моральной ответственности, взаимодействует с мировым научным сообществом и популяризирует аналитическую философию в России.

## История
С 2009 года по приглашению МЦИС в Московский государственный университет и другие образовательные учреждения России прибыли ведущие западные ученые — Скот Сомс, Дэниел Деннет, Патриция Чёрчленд, Тимоти Уильямсон, Джесси Принц, Дэвид Чалмерс, Николас Хамфри, Дерк Перебум, Дэниел Столджар, Стюарт Хамероф, Эрик Олсон.
В 2011 году по приглашению Центра в Москве прочел курс лекций основоположник критики когнитивной психологии Джон Сёрл.
В июне 2014 года под эгидой МЦИС прошла международная конференция «Проблемы сознания и свободы воли в аналитической философии». Оценивая её итоги, газета The Guardian указывала, что гостями мероприятия стали несколько десятков наиболее известных мировых ученых, занимающихся исследованиями в области сознания и сотрудничающих с Центром исследования сознания при МГУ. Из них корреспондент издания выделил Дэвида Чалмерса, Дэниела Деннета и супругов Чёрчленд. В рамках проекта аспиранты и молодые ученые разных стран собирались для обсуждения актуальных философских проблем под руководством экспертов.
Проходили дискуссионные сессии... Сразу образовалось два лагеря — монисты во главе с Деннетом и дуалисты, которые защищают реальность субъективных представлений и считают, что сознание нельзя объяснить процессами в головном мозге. Предводителем этого лагеря был Дэвид Чалмерс. Монистов оказалось больше, поскольку философов приглашал сам Деннет, и он остался доволен выбором. «Я никогда не встречал такого высокого уровня дискуссии, — написал Деннет в ответ на вопрос Forbes. — Все мы о многом говорили и спорили, но не было ни высокомерия, ни ссор, это была незабываемая встреча великих умов»
В августе 2014 года Центр организовал в МГУ летнюю образовательную школу «Свобода воли и моральная ответственность» с участием ведущего специалиста по проблеме свободы воли профессора Джона Фишера.
Летом 2016 года в Риге прошла вторая летняя школа «Свобода воли и сознание», во время которой ученики обсудили актуальные философские проблемы с известным экспертом, профессором Корнеллского Университета Дерком Перебумом. В проекте приняли участие представители ведущих университетов: Гарварда, Оксфорда, Калифорнийского Университета, Университета Хельсинки, МГУ, СПбГУ.
В 2018 году на Мальте прошла третья летняя школа, посвященная проблеме тождества личности. Руководителем школы был оксфордский профессор Ричард Суинберн. В работе школы приняли участие ученые из России, США, Великобритании, Китая, Лихтенштейна. Президент Мальты Мари-Луиз Колейро Прека приняла участие в дискуссии о тождестве личности, состоявшейся в президентском дворце.
Центром исследования сознания ведется широкая издательская деятельность, в том числе публикуется серия научных монографий «Философия сознания», подготовленных российскими и иностранными партнерами МЦИС. В рамках серии изданы книги: Волков Д. Б. Бостонский зомби: Д. Деннет и его теория сознания (2012), Иванов Д. В. Природа феноменального сознания (2013), Пинкер С. Субстанция мышления (пер. с англ. 2013), Васильев В. В. Сознание и вещи: Очерк феноменалистической онтологии (2014), Чалмерс Д. Сознающий ум: В поисках фундаментальной теории. (пер. с англ., 2014), Деннет Д. Сладкие грёзы (Пер. с англ., 2017), Васильев В. В. В защиту классического компатибилизма: Эссе о свободе воли (2017), Волков Д. Б. Свобода воли. Иллюзия или возможность (2019), Дубровский Д. И. Проблема сознания: Теория и критика альтернативных концепций (2019), Васильев В. В. Дэвид Юм и загадки его философии (2020). Кроме того, Центр поддерживает издание «Финикового Компота» — журнала, рассказывающего о серьёзной философии в живой и доступной форме, привлекая на свои страницы авторов самых различных традиций и направлений.
Сотрудники Центра приняли участие в подготовке номера журнала «Логос», посвященного свободе воли, и выпуска журнала «Эпистемология и философия науки», в котором Антон Кузнецов и Вадим Васильев поспорили с Тимоти Уильямсоном о природе философского знания.
Другим проектом МЦИС является перевод избранных статей Стэнфордской философской энциклопедии на русский язык. Перевод осуществляется сотрудниками Центра совместно с коллегами из МГУ, СПбГУ, НИУ ВШЭ и ИФ РАН. Все переводы размещаются в открытом доступе.
Кроме того, сотрудники Центра читают курсы лекций в Московском государственном университете (в частности, курс лекций «Сознание и мозг: последний рубеж» — совместно с Центром нейронаук и когнитивных наук МГУ), регулярно проводят научно-исследовательские семинары, конференции и круглые столы, выступают с публичными лекциями и принимают участие в научно-популярных проектах.

## Структура управления
Деятельность организации определятся содиректорами Центра: профессорами МГУ В. В. Васильевым, Д. В. Волковым и Робертом Хауэлл. Под их началом работают Антон Кузнецов, Артем Беседин, Андрей Мерцалов и Евгений Логинов.
В Попечительский совет Центра также входят:
- Патриция Чёрчленд, почетный профессор Калифорнийского университета в Сан-Диего.
- Пол Чёрчленд, почетный профессор Калифорнийского университета в Сан-Диего.
- Дерк Перебум, профессор философии Корнеллского университета.
- Джесси Принц, заслуженный профессор философии Городского университета Нью-Йорка.[источник не указан 2008 дней]